# Paul Verbeeck
Paul Verbeeck (Wimmertingen, 1937) is een Belgisch beeldhouwer en gepensioneerd leraar kunstonderwijs.
Hij gaf dertig jaar les aan het Instituut voor Kreatieve Opvoeding (IKO) in Hoogstraten in de richting beeldhouwen. Daarnaast houdt hij zich bezig met tekenen en aquarel.

## Werken
Enkele werken van Paul Verbeeck:
- Papboer (Minderhout aan de gevel van de bibliotheek)[2]
- Bronzen beeld Louis Doms (Heilig Bloedlaan)[2]
- Half reliëf deken Lauwerys achteraan de kerk van Hoogstraten
- Kerstbeelden Klein Seminarie
- Sint-Joris in de Sint-Katharinakerk (Hoogstraten)
- Herinneringsplaat Jos Adams in het IKO
- De wisselbegijn

## Expositie
- 2012 – Stedelijk Museum in het begijnhof – Hoogstraten[3]

- RKD-Nederlands Instituut voor Kunstgeschiedenis: 332098